# Estádio Cordeirão
Estádio Cordeirão – stadion piłkarski, w Maceió, Alagoas, Brazylia, na którym swoje mecze rozgrywa klub Associação Sportiva São Domingos.